# Великодобронський заказник
Великодобро́нський заказник — загальнозоологічний заказник загальнодержавного значення в Україні. Розташований у межах Ужгородського та Мукачівського районів Закарпатської області, в околицях села Велика Добронь. 
Площа 1736 га. Статус даний згідно з рішенням облвиконкому від 25.07.1972 року № 243, постановою РМ УРСР від 28.10.1974 року № 500, рішенням облвиконкому від 23.10.1984 року № 253. Перебуває у віданні ДП «Ужгородське ЛГ» (Великодобронському л-во, кв. 1-24). 
У заплаві річки Латориці та її приток охороняється масив дубово-ясеневого лісу, який є місцем оселення різних видів тварин та птахів, як-от: сарна європейська, свиня дика, вивірка лісова, норка європейська, борсук, ондатра, фазан, куріпка сіра, чапля сіра та інші. Трапляються також кіт лісовий, занесений до Червоної книги України. 
Заказник є місцем постійного гніздування та концентрації під час перельотів значної кількості водоплавних птахів, серед яких — пугач, журавель сірий, змієїд, лелека чорний, занесені до Червоної книги України. 
З рослин трапляються рябчик шаховий, водяний горіх плаваючий, занесені до Червоної книги України. 
Заказник входить до складу Регіонального ландшафтного парку «Притисянський».

## Галерея

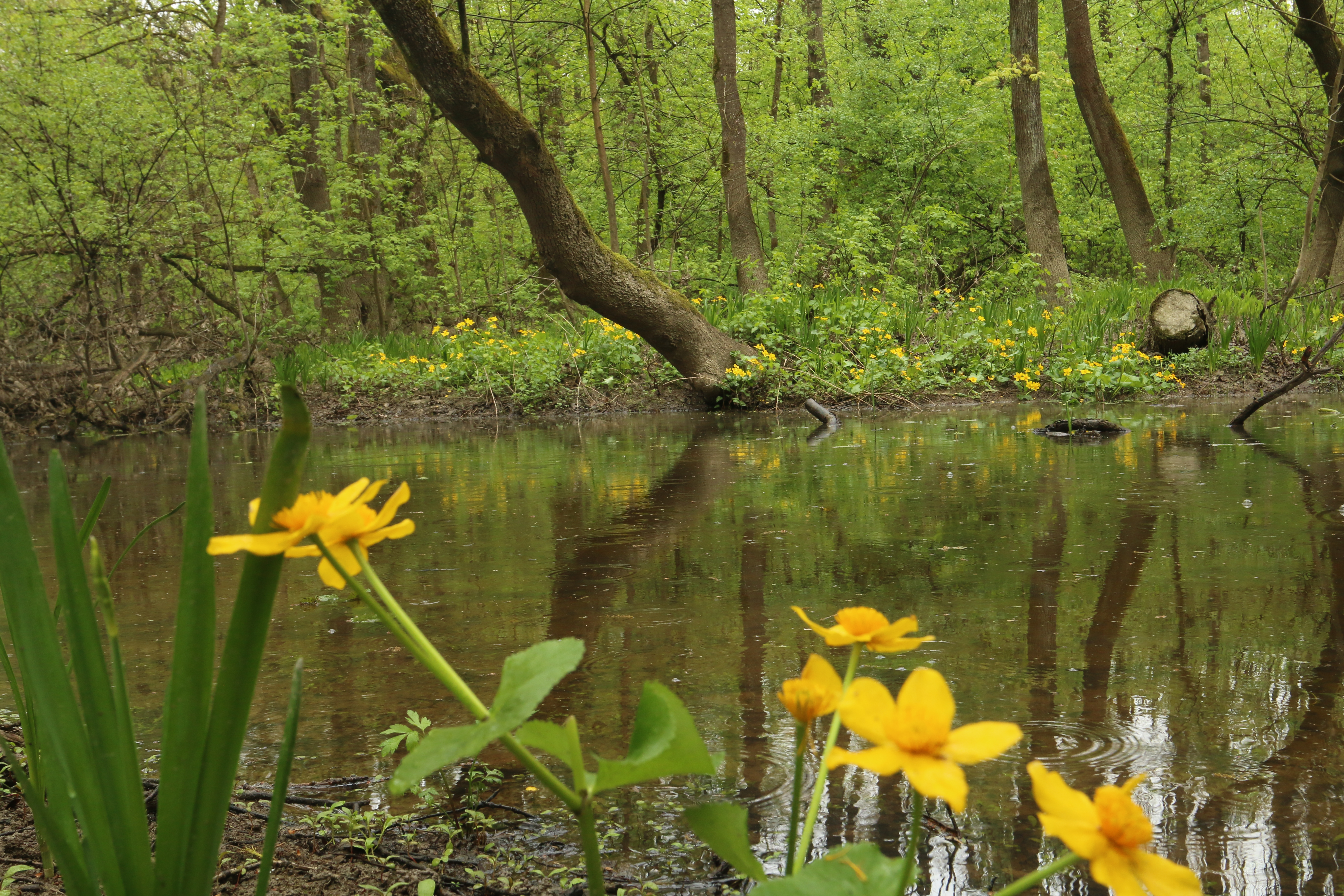
Калюжниця болотяна
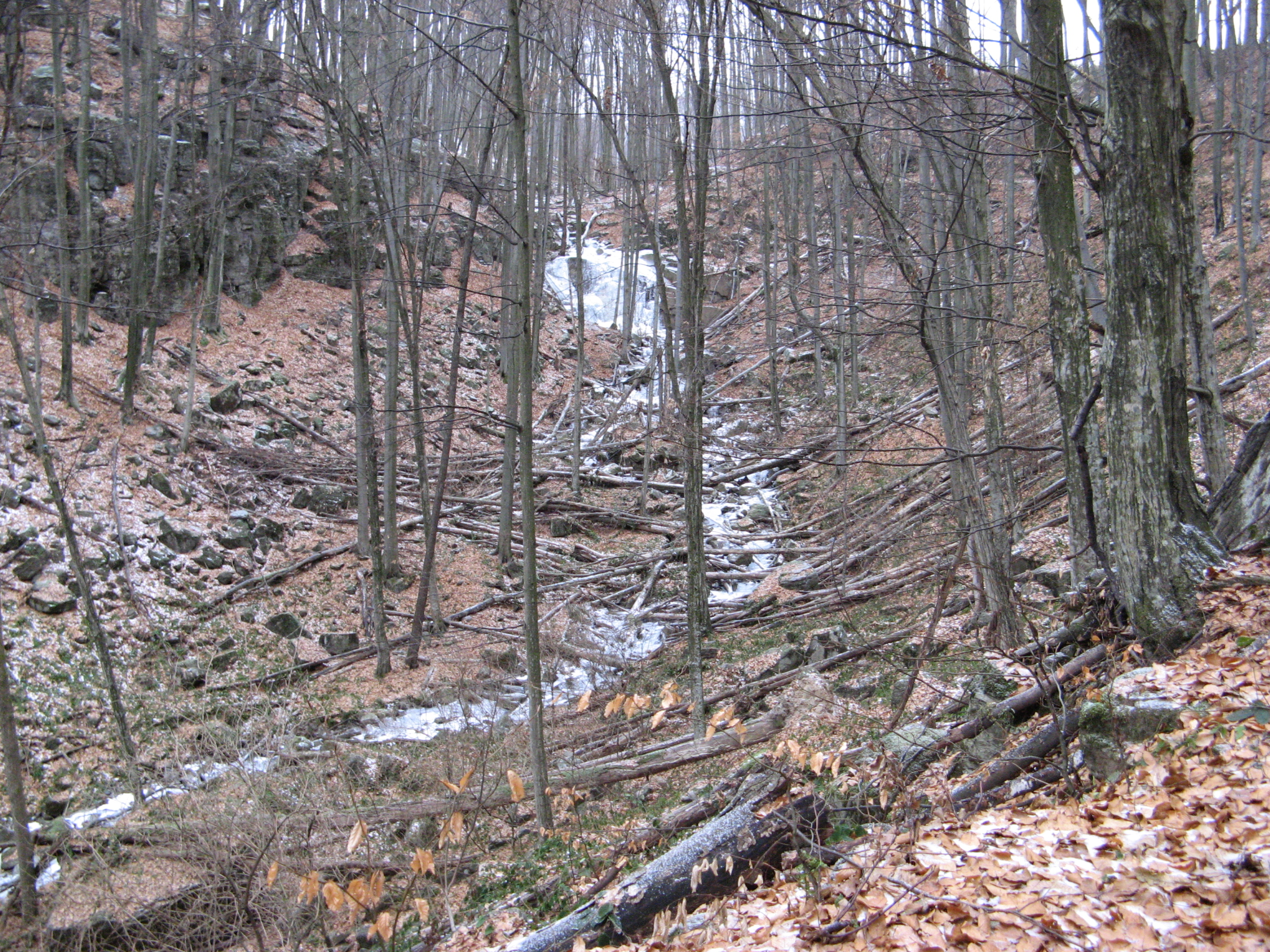
Водоспад у заказнику
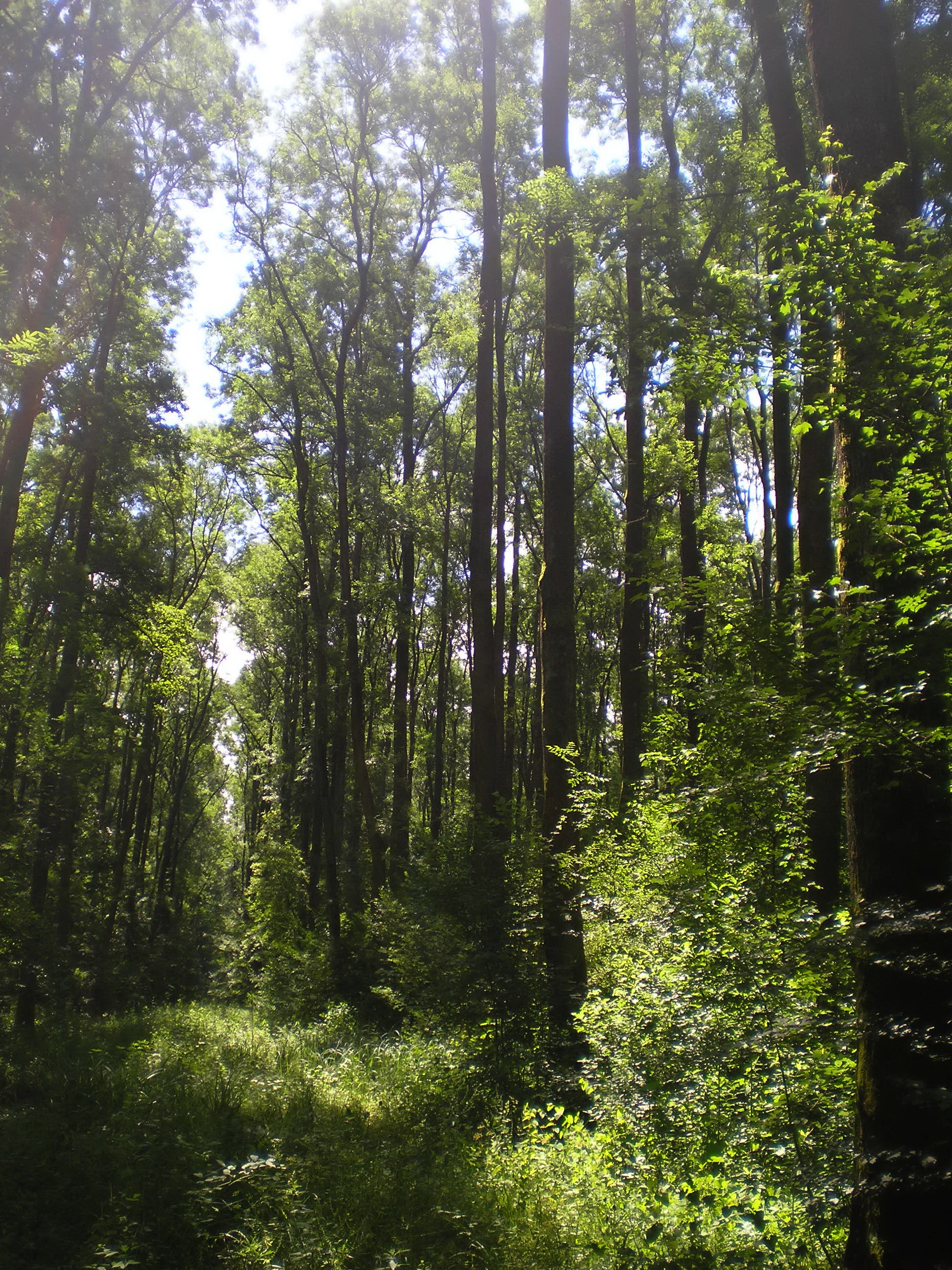
У лісі
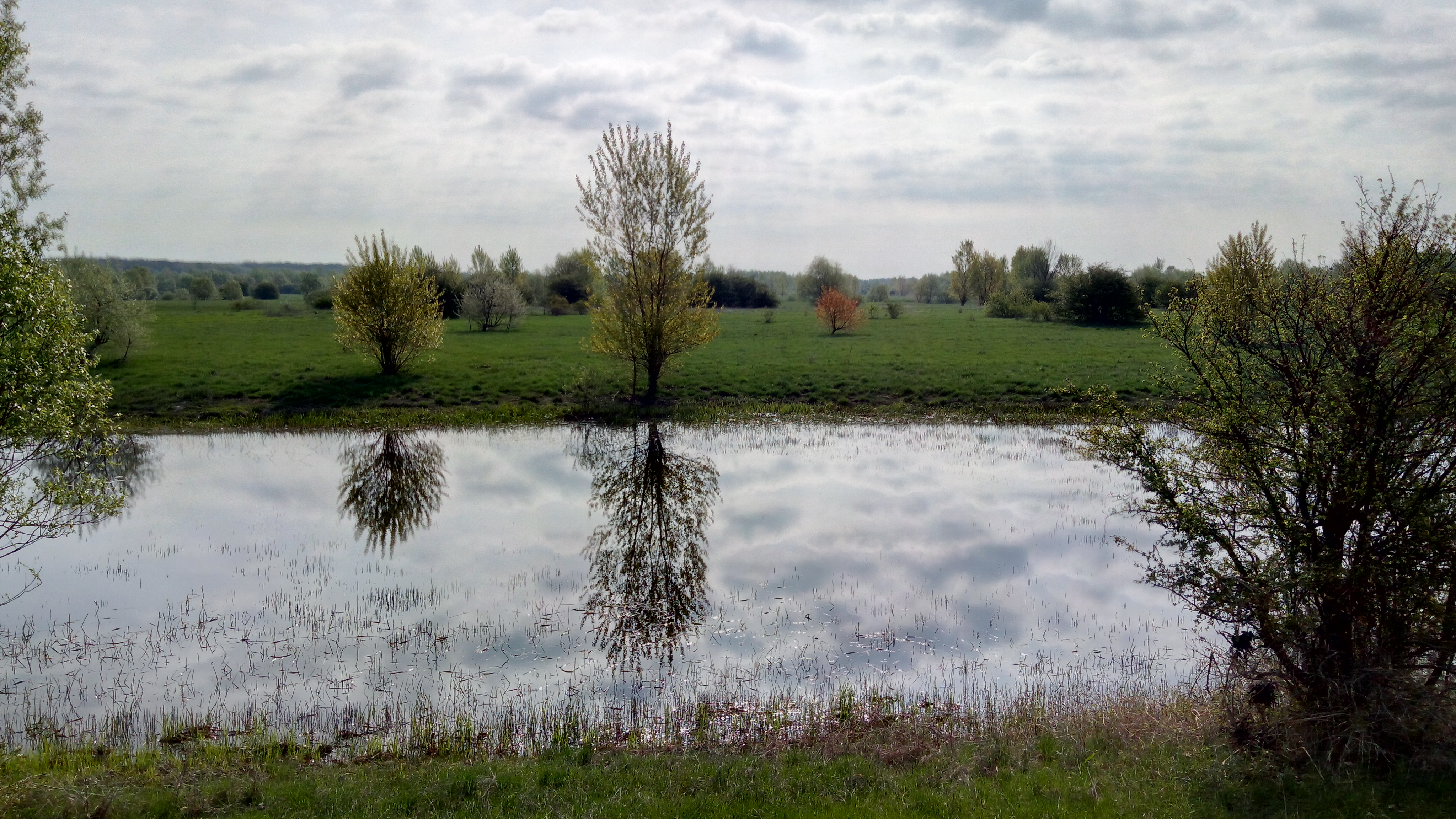
Заказник та водойма в ньому вранці
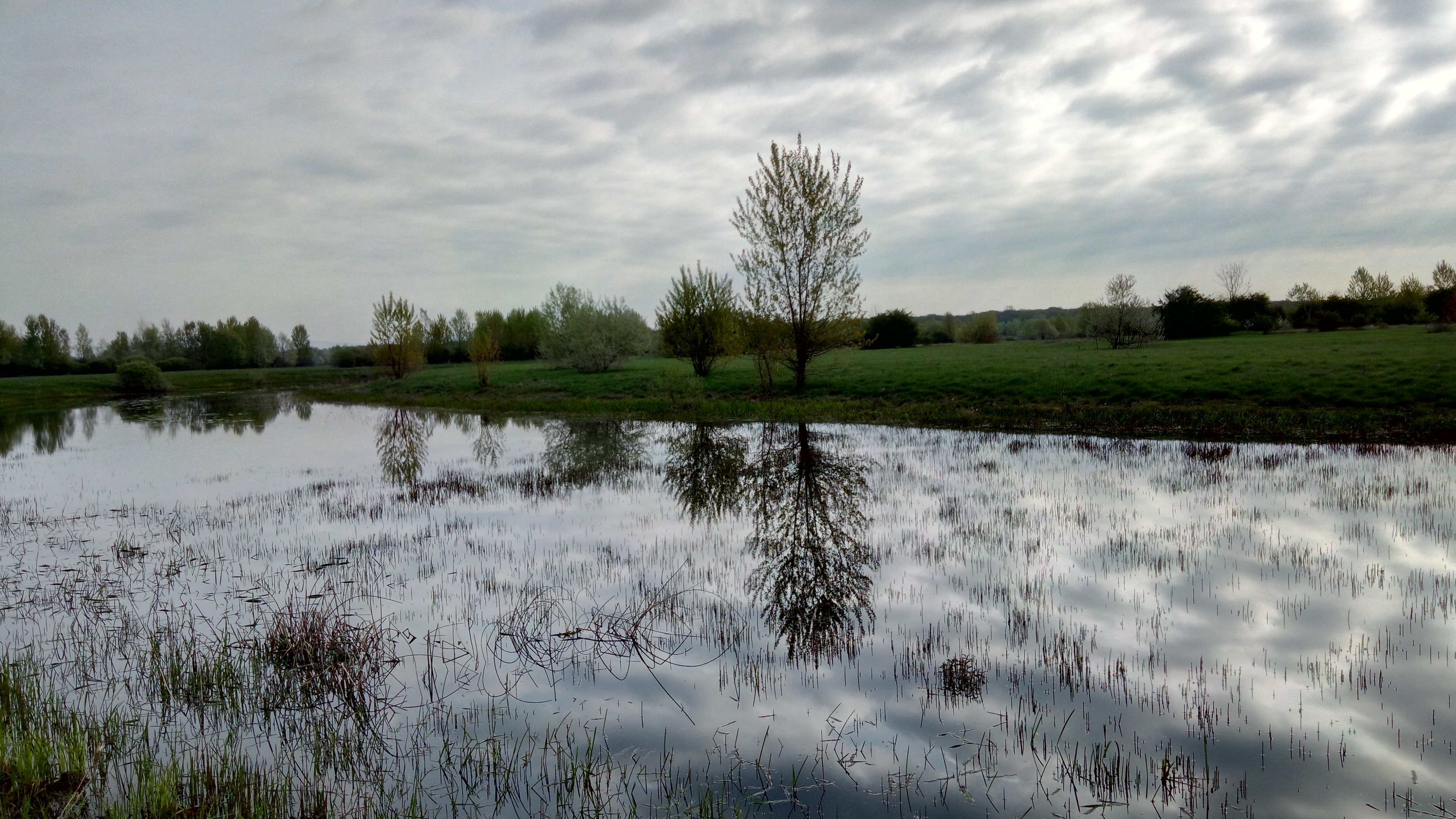
Заказник та водойма в ньому вранці
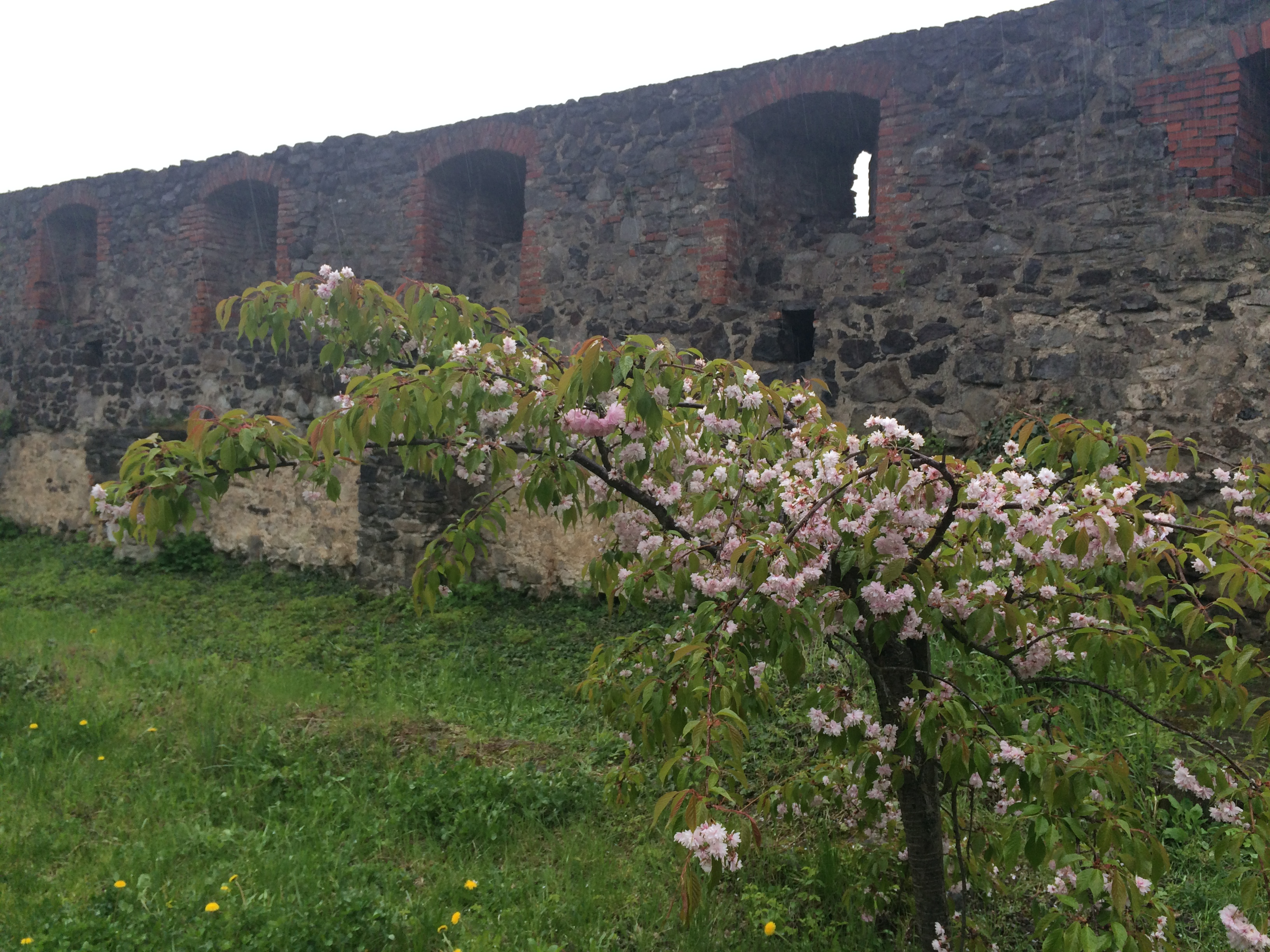
Сакура в Ужгородському замку
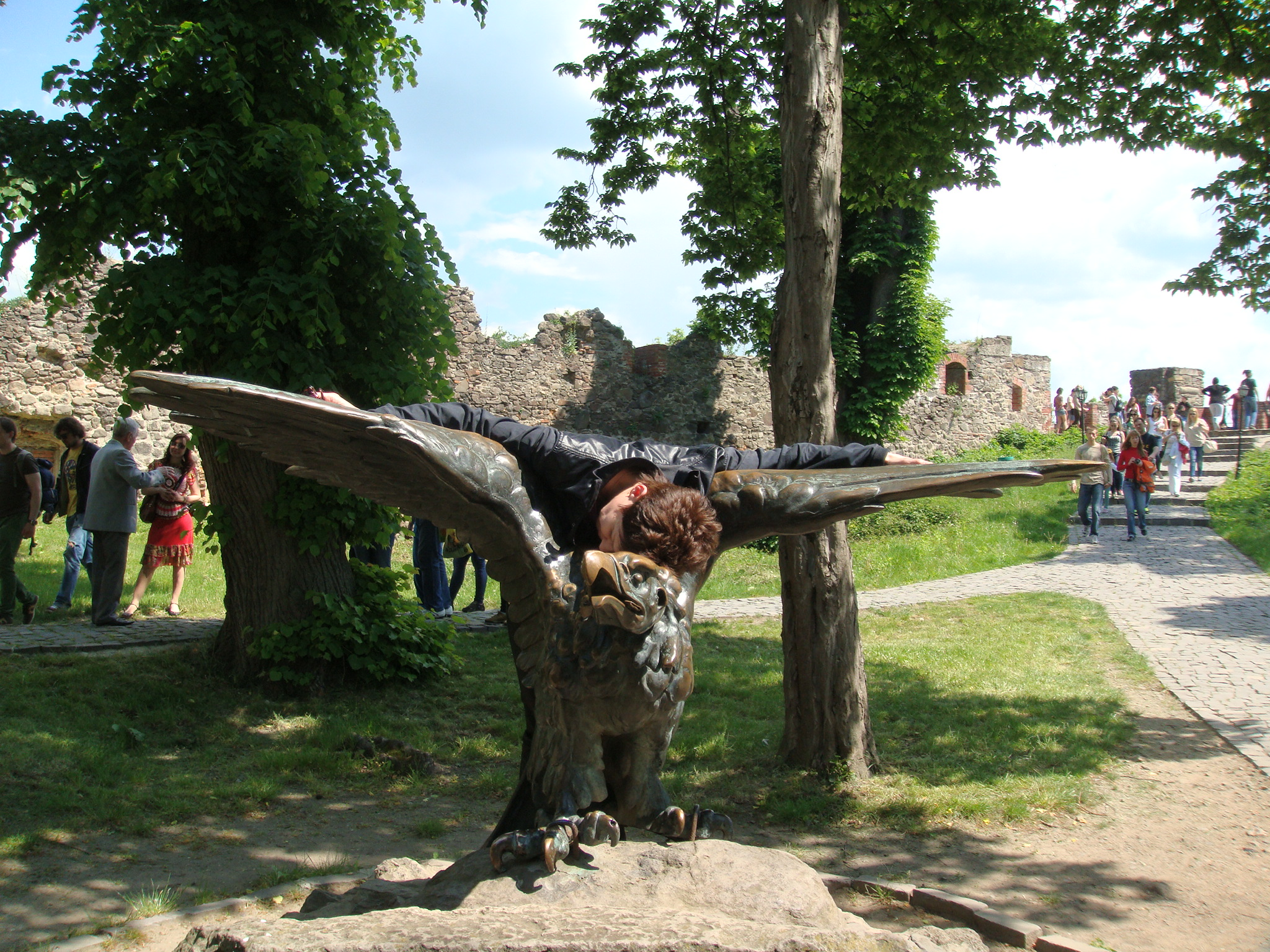
Статуя «Тримайся, злітаємо!», Ужгородський замок